# Le Déclin de l'Occident
Le Déclin de l'Occident (Der Untergang des Abendlandes) est un essai en allemand publié en 1918 (pour la première partie) et 1922 (pour la seconde) par Oswald Spengler. L'auteur y développe une synthèse historique qui rassemble tout à la fois la symbolique, la religion, la peinture et la sculpture, la politique, la philosophie, les sciences physiques et biologiques, les mathématiques, la métaphysique, la littérature, l'architecture, la musique, l'économie et la technologie. Cet ouvrage se présente comme une application aux phénomènes culturels de la méthode morphologique qu'avait élaborée Goethe pour les sciences naturelles et qui consiste dans le fait de dériver les phénomènes à partir d'un « phénomène primitif unique ». Il fut traduit en français par le philosophe Mohand Tazerout en 1931-1933.

## «Esquisse d'une morphologie de l'histoire universelle»
C'est pour souligner l'influence de la méthode morphologique de Goethe que Spengler a donné au Déclin de l'Occident le sous-titre « Esquisse d'une morphologie de l'histoire universelle ». En effet, cette œuvre analyse l'histoire en distinguant de grandes cultures historiques qui, semblables à des êtres biologiques, naissent, croissent, déclinent et meurent. Il distingue huit grandes cultures principales et trois attitudes principales propres à l'Occident : l'attitude apollinienne, l'attitude magique et l'attitude faustienne. Cette synthèse se veut froide et lucide.
Spengler est aussi l'un des derniers auteurs saisis par le romantisme du fracas des civilisations et la mélancolie des fins du monde. Il développe, par ailleurs, une vision cyclique ou « sphérique » de l'histoire, où cette dernière n'a pas de sens. Chaque culture est déterminée par son héritage, ses valeurs et son sentiment du destin.
Dans le second volume, paru en 1922, Spengler met l'accent sur les différences entre le socialisme allemand, qui est à son avis compatible avec le conservatisme prussien, et le marxisme. En 1924, au terme de la crise économique, Spengler s'engage en politique avec le projet de porter au pouvoir le général Hans von Seeckt ; ce sera un échec.

## Tableaux synoptiques
Trois tableaux synoptiques présentent chacun les étapes parallèles de 4 différentes civilisations dans les domaines : spirituel, esthétique, et politique.
- Époques spirituelles (Geistesepochen).
- Époques esthétiques (Kunstepochen).
- Époques politiques (Politischer Epochen).

### Époques spirituelles
| | L'Inde (depuis 1500 av. J.-C.)                                                                                                | L'Antiquité (depuis 1100 av. J.-C.)                                                                                                 | L'« Arabie » (depuis 1) | L'Occident (depuis 900 apr. J.-C.) |
| Printemps : Intuition et paysage. — Créations grandioses d'une âme rurale, éveillée d'un profond sommeil. — Unité et richesses suprapersonnelles.                                                                   | 1. Naissance d'un mythe de grand style comme expression d'un nouveau sentiment de Dieu : angoisse et nostalgie cosmiques      | 1. Naissance d'un mythe de grand style comme expression d'un nouveau sentiment de Dieu : angoisse et nostalgie cosmiques            | 1. Naissance d'un mythe de grand style comme expression d'un nouveau sentiment de Dieu : angoisse et nostalgie cosmiques                                                 | 1. Naissance d'un mythe de grand style comme expression d'un nouveau sentiment de Dieu : angoisse et nostalgie cosmiques                                                                                   |
| Printemps : Intuition et paysage. — Créations grandioses d'une âme rurale, éveillée d'un profond sommeil. — Unité et richesses suprapersonnelles.                                                                   | 1500-1200 : Religion du Vêda. — Légendes héroïques des Ariens.                                                                | 1100-800 : Religion populaire de « Déméter » hellénico-italique. — Le mythe olympien. — Homère. — Légendes d'Héraclès et de Thésée. | 1‑300 : Le christianisme primitif. — Mandéens, Marcion, Gnose, Syncrétisme (Mithra et Baal). — Évangiles et Apocalypses. — Légendes chrétiennes, mazdéennes et païennes. | 900‑1200 : Catholicisme germanique. — Eddas (Baldur). — Bernard de Clairvaux, Joachim de Flore, François d'Assise. — Épopée populaire (Siegfried) et chevaleresque (Graal). — Légendes pieuses d'Occident. |
| Printemps : Intuition et paysage. — Créations grandioses d'une âme rurale, éveillée d'un profond sommeil. — Unité et richesses suprapersonnelles.                                                                   | 2. Organisation première, mystico-métaphysique, de cette institution cosmique nouvelle : la haute scolastique                 | | | |
| Printemps : Intuition et paysage. — Créations grandioses d'une âme rurale, éveillée d'un profond sommeil. — Unité et richesses suprapersonnelles.                                                                   | Les plus anciens fragments des Vêdas.                                                                                         | Orphisme primitif (oral). — Discipline étrusque. — Échos postérieurs dans Hésiode et les Cosmogonies.                               | Origène mort en 254. — Plotin mort en 269. — Mani mort en 271. — Jamblique mort en 330. Avesta, Talmud et littérature patristique.                                       | Saint Thomas mort en 1274. — Duns Scot mort en 1308. — Dante mort en 1321. — Eckart mort en 1329. Mystique et scolastique.                                                                                 |
| Été : Maturation de la conscience intérieure. — Les premières émotions critiques de l'âme citadine et bourgeoise.                                                                                                   | 3. La réforme : insurrection ethnique collective contre les grandes formes du passé                                           | 3. La réforme : insurrection ethnique collective contre les grandes formes du passé                                                 | 3. La réforme : insurrection ethnique collective contre les grandes formes du passé                                                                                      | 3. La réforme : insurrection ethnique collective contre les grandes formes du passé |
| Été : Maturation de la conscience intérieure. — Les premières émotions critiques de l'âme citadine et bourgeoise.                                                                                                   | Bramanas, premiers éléments des Upanishads (Xe-IXe s.).                                                                       | Mouvement orphique. — Religion de Dionysos et de Numa (VIIe s.).                                                                    | Saint Augustin † 430. — Nestoriens (430). — Monophysites (450). — Mazdak (500).                                                                                          | Nicolas de Cues † 1464. — J. Hus † 1415, Savonarole, Karlstadt, Luther, Calvin † 1564. |
| Été : Maturation de la conscience intérieure. — Les premières émotions critiques de l'âme citadine et bourgeoise.                                                                                                   | 4. Début d'une conception purement philosophique du sentiment cosmique — Antithèse des systèmes idéalistes et réalistes       | | | |
| Été : Maturation de la conscience intérieure. — Les premières émotions critiques de l'âme citadine et bourgeoise.                                                                                                   | Les Upanishads. | Les grands présocratiques des VIe-Ve s.                                                                                             | Littérature byzantine, juive, syriaque, cophte, persane des VIe-VIIe s.                                                                                                  | Galilée, Bacon, Descartes, Bruno, Bœhme, Leibniz (XVIe-XVIIe s.). |
| Été : Maturation de la conscience intérieure. — Les premières émotions critiques de l'âme citadine et bourgeoise.                                                                                                   | 5. Formation d'une nouvelle mathématique : conception du nombre comme une hypostase de la forme cosmique                      | | | |
| Été : Maturation de la conscience intérieure. — Les premières émotions critiques de l'âme citadine et bourgeoise.                                                                                                   | Épuisé. | Le nombre-grandeur (mesure). — Géométrie et Arithmétique. — Les Pythagoriciens à partir de 540.                                     | Le nombre indéfini (algèbre). — (Reste encore à étudier). | Le nombre-fonction (analyse). — Descartes, Pascal et Fermat (1630). — Newton et Leibniz (1670). |
| Été : Maturation de la conscience intérieure. — Les premières émotions critiques de l'âme citadine et bourgeoise.                                                                                                   | 6. Le puritanisme : appauvrissement rationalistico-mystique de l'élément religieux                                            | | | |
| Été : Maturation de la conscience intérieure. — Les premières émotions critiques de l'âme citadine et bourgeoise.                                                                                                   | Traces dans les Upanishads.                                                                                                   | Ligue pythagoricienne à partir de 540.                                                                                              | Mahomet (622). — Pauliciens et Iconoclastes à partir de 650. | Puritains anglais (1620). — Jansénistes français (1640). (Port-Royal). |
| Automne : L'intellect de la grande ville et l'apogée de la puissance créatrice strictement spirituelle. | 7. L'« ère des Lumières » : foi en la toute-puissance de la raison — le culte de la « Nature » et la « religion raisonnable » | 7. L'« ère des Lumières » : foi en la toute-puissance de la raison — le culte de la « Nature » et la « religion raisonnable »       | 7. L'« ère des Lumières » : foi en la toute-puissance de la raison — le culte de la « Nature » et la « religion raisonnable »                                            | 7. L'« ère des Lumières » : foi en la toute-puissance de la raison — le culte de la « Nature » et la « religion raisonnable »                                                                              |
| Automne : L'intellect de la grande ville et l'apogée de la puissance créatrice strictement spirituelle. | Sutras, Sankhyas, Bouddha. — Les Upanishads de date récente.                                                                  | Sophistes du Ve s. — Socrate † 399. — Démocrite † 360.                                                                              | Mutazilites. — Soufisme. — Nassam, Al-Kindi (830). | Sensualistes anglais : Locke. — Encyclopédistes français (Voltaire) ; Rousseau. |
| Automne : L'intellect de la grande ville et l'apogée de la puissance créatrice strictement spirituelle. | 8. Apogée de la pensée mathématique : la clarification du monde formel des nombres                                            | | | |
| Automne : L'intellect de la grande ville et l'apogée de la puissance créatrice strictement spirituelle. | Épuisée. (Le zéro comme nombre déterminé par la place qu’il occupe).                                                          | Archytas † 365. — Platon † 346. — Eudoxe † 355. — Sections coniques.                                                                | (Théorie des nombres. — Trigonométrie sphérique). Non étudiée. | Euler † 1783. — Lagrange † 1813. — Laplace † 1827. — Le problème infinitésimal. |
| Automne : L'intellect de la grande ville et l'apogée de la puissance créatrice strictement spirituelle. | 9. Les grands systèmes définitifs idéalistes, épistémologiques et logiques                                                    | | | |
| Automne : L'intellect de la grande ville et l'apogée de la puissance créatrice strictement spirituelle. | Yoga, Vêdânta ; Vaiceshika ; Nyaya.                                                                                           | Platon † 346. — Aristote, † 322. | Al-Farabi † 950. — Avicenne † 1000. | Goethe et Kant. — Schelling, Hegel, Fichte. |
| Hiver : La civilisation cosmopolite commence. — Extinction de la force créatrice de l'âme. — La vie même devient problème. — Tendances éthico-pratiques de la masse irréligieuse, amétaphysique des grandes villes. | 10. Conception matérialiste du monde : le culte de la science, de l'utilité et du bonheur                                     | 10. Conception matérialiste du monde : le culte de la science, de l'utilité et du bonheur                                           | 10. Conception matérialiste du monde : le culte de la science, de l'utilité et du bonheur                                                                                | 10. Conception matérialiste du monde : le culte de la science, de l'utilité et du bonheur |
| Hiver : La civilisation cosmopolite commence. — Extinction de la force créatrice de l'âme. — La vie même devient problème. — Tendances éthico-pratiques de la masse irréligieuse, amétaphysique des grandes villes. | Sankhya, Tscharwaka (Lokoyata).                                                                                               | Cyniques, Cyrénaïques, derniers Sophistes (Pyrrhon).                                                                                | Sectes communistes, athées, « épicuriennes », de l'époque abbasside. — Les « frères intègres ».                                                                          | Bentham, Comte, Darwin, Spencer, Stirner, Marx, Feuerbach. |
| Hiver : La civilisation cosmopolite commence. — Extinction de la force créatrice de l'âme. — La vie même devient problème. — Tendances éthico-pratiques de la masse irréligieuse, amétaphysique des grandes villes. | 11. Les idéals éthico-sociaux : époque de la « philosophie amathématique ». — Le scepticisme                                  | | | |
| Hiver : La civilisation cosmopolite commence. — Extinction de la force créatrice de l'âme. — La vie même devient problème. — Tendances éthico-pratiques de la masse irréligieuse, amétaphysique des grandes villes. | Courants bouddhiques. | Philosophie hellénistique. Épicure mort en 270. Zénon mort en 265.                                                                  | Courants islamiques. | Schopenhauer, Nietzsche ; Socialisme, Anarchisme ; Hebbel, Wagner, Ibsen. |
| Hiver : La civilisation cosmopolite commence. — Extinction de la force créatrice de l'âme. — La vie même devient problème. — Tendances éthico-pratiques de la masse irréligieuse, amétaphysique des grandes villes. | 12. Le monde formel mathématique intérieurement achevé. — Les systèmes de pensée définitifs                                   | | | |
| Hiver : La civilisation cosmopolite commence. — Extinction de la force créatrice de l'âme. — La vie même devient problème. — Tendances éthico-pratiques de la masse irréligieuse, amétaphysique des grandes villes. | Épuisé. | Euclide, Apollonios (300). — Archimède (250).                                                                                       | Al-Khwarizmi (800). — Ibn Qurra (850). Al-Kashi et Al-Biruni (Xe s.). | Gauss † 1855. — Cauchy † 1857. — Riemann † 1866. |
| Hiver : La civilisation cosmopolite commence. — Extinction de la force créatrice de l'âme. — La vie même devient problème. — Tendances éthico-pratiques de la masse irréligieuse, amétaphysique des grandes villes. | 13. Chute de la pensée abstraite devenue philosophie de la chaire et affaire de spécialistes — Littérature encyclopédique     | | | |
| Hiver : La civilisation cosmopolite commence. — Extinction de la force créatrice de l'âme. — La vie même devient problème. — Tendances éthico-pratiques de la masse irréligieuse, amétaphysique des grandes villes. | Les « six systèmes classiques ».                                                                                              | Académie, Peripatos, Stoïciens, Épicuriens.                                                                                         | Écoles de Bagdad et de Bassora. | Kantiens. — « Logiciens » et « Psychologues ». |
| Hiver : La civilisation cosmopolite commence. — Extinction de la force créatrice de l'âme. — La vie même devient problème. — Tendances éthico-pratiques de la masse irréligieuse, amétaphysique des grandes villes. | 14. Un dernier état d'âme cosmique s'étend sur le monde entier                                                                | | | |
| Hiver : La civilisation cosmopolite commence. — Extinction de la force créatrice de l'âme. — La vie même devient problème. — Tendances éthico-pratiques de la masse irréligieuse, amétaphysique des grandes villes. | Bouddhisme depuis 500. | Stoïcisme hellénistico-romain depuis 200.                                                                                           | Fatalisme pratique de l’Islam depuis 1000. | Socialisme éthique en progrès depuis 1900. |

### Époques esthétiques
| | Égypte | Antiquité | « Arabie » | Occident |
| Préculture | Préculture : chaos de formes primitives d'expression humaine. — Symbolisme mystique et imitation naïve                                                                                                   | Préculture : chaos de formes primitives d'expression humaine. — Symbolisme mystique et imitation naïve                                                                                                   | Préculture : chaos de formes primitives d'expression humaine. — Symbolisme mystique et imitation naïve                                                                                                   | Préculture : chaos de formes primitives d'expression humaine. — Symbolisme mystique et imitation naïve |
| Préculture | Période thinite (3400-3000). | Période mycénienne (1600-1100) : Égyptien tardif (minoen). Babylonien tardif (asiatique mineur). | Période persico-séleucide (500‑1) : Bas-antique (hellénistique). Indou tardif (indo-iranien). | Période mérovingo-carolingienne (500‑900) : « Arabe tardif » (mauritano-byzantin). |
| Culture : Histoire vivante d'un style formant l'être extérieur tout entier. — Langage formel de la plus profonde nécessité symbolique.                                                                                             | 1. Période de jeunesse : l'ornement et l'architecture, expression élémentaire de la jeune intuition cosmique (« le primitif »)                                                                           | 1. Période de jeunesse : l'ornement et l'architecture, expression élémentaire de la jeune intuition cosmique (« le primitif »)                                                                           | 1. Période de jeunesse : l'ornement et l'architecture, expression élémentaire de la jeune intuition cosmique (« le primitif »)                                                                           | 1. Période de jeunesse : l'ornement et l'architecture, expression élémentaire de la jeune intuition cosmique (« le primitif ») |
| Culture : Histoire vivante d'un style formant l'être extérieur tout entier. — Langage formel de la plus profonde nécessité symbolique.                                                                                             | Ancien Empire 2900-2400 | Le Dorique 1100-650. | Le Magique primitif (1‑500 : (sassanide, byzantin, arménien, syrien, sabéen, « bas-antique », « vieux chrétien »).                                                                                       | Le Gothique (900‑1500). |
| Culture : Histoire vivante d'un style formant l'être extérieur tout entier. — Langage formel de la plus profonde nécessité symbolique.                                                                                             | a) Naissance et développement du style : formes nourries par l'esprit du paysage dont elles sont créées inconsciemment                                                                                   | | | |
| Culture : Histoire vivante d'un style formant l'être extérieur tout entier. — Langage formel de la plus profonde nécessité symbolique.                                                                                             | IVe et Ve dynasties (2930-2625) : style géométrique des temples-pyramides. — Séries de colonnes végétales — Séries de bas-reliefs. — Statues tombales.                                                   | XIe-IXe siècle av. J.-C. : Architecture en bois. — Colonne dorique. — Architrave. — Style géométrique (du dipylon). — Les vases mortuaires.                                                              | Ier-IIIe siècle : Espaces intérieurs du culte. Basilique. — Coupole. — (Le Panthéon comme Mosquée). — Les arcades. — Les motifs cirriformes pour remplir les plans. — Les sarcophages.                   | XIe-XIIIe siècle : Roman et premier gothique. — Les cathédrales à voûtes. — Le système des contreforts. — Vitraux et plastique des cathédrales. |
| Culture : Histoire vivante d'un style formant l'être extérieur tout entier. — Langage formel de la plus profonde nécessité symbolique.                                                                                             | b) Perfection du premier langage formel — Épuisement des possibilités et contradictions | | | |
| Culture : Histoire vivante d'un style formant l'être extérieur tout entier. — Langage formel de la plus profonde nécessité symbolique.                                                                                             | VIe dynastie (2625-2475) : Extinction du style des pyramides et des reliefs épico-idylliques. — Floraison de la plastique archaïque du portrait.                                                         | VIIIe-VIIe siècle av. J.-C. : Fin du plus ancien dorico-étrusque. — Peinture céramique (mythologique) protocorinthienne et vieille-attique.                                                              | IVe-Ve siècle : Fin de la peinture persico-syrio-copte. — Essor de la peinture mosaïque et de l'arabesque.                                                                                               | XIVe-XVe siècle : Gothique tardif et Renaissance. — Floraison et fin de la fresque et de la statue : du gothique Giotto au baroque Michel-Ange. — Sienne, Nuremberg. — La toile gothique de Van Eyck à Holbein. — Contrepoint et peinture à l'huile. |
| Culture : Histoire vivante d'un style formant l'être extérieur tout entier. — Langage formel de la plus profonde nécessité symbolique.                                                                                             | 2. Période de maturité : formation d'un groupe d'arts consciemment citadins, choisis, représentés par des artistes individuels « les grands maîtres »                                                    | | | |
| Culture : Histoire vivante d'un style formant l'être extérieur tout entier. — Langage formel de la plus profonde nécessité symbolique.                                                                                             | Moyen Empire (2150-1800) | L'Ionique (650-350) | Le Magique mûr (500‑800) : (perse et nestorien, byzantin et arménien, islamique et maure). | Le Baroque (1500‑1800). |
| Culture : Histoire vivante d'un style formant l'être extérieur tout entier. — Langage formel de la plus profonde nécessité symbolique.                                                                                             | c) Constitution des arts mûrs par des artistes individuels | | | |
| Culture : Histoire vivante d'un style formant l'être extérieur tout entier. — Langage formel de la plus profonde nécessité symbolique.                                                                                             | XIe dynastie : Art fragile et important disparu presque sans laisser de traces. | Achèvement du corps du temple (peripteros, temple en pierre). — Colonne ionique. — Prépondérance de la fresque jusqu'à Polygnote (460). — Essor de la ronde-bosse (d'« Apollon de Ténée » à Hageladas).  | Achèvement de l'espace intérieur de la mosquée. — La coupole centrale : Sainte-Sophie de Constantinople. — Floraison de la mosaïque. — Achèvement du style arabesque dans les tapis (Mschatta).          | L'architecture picturale de Michel-Ange au Bernin, mort en 1680. — Prépondérance de la peinture à l'huile du Titien à Rembrandt, mort en 1669. — Essor de la musique d'Orlando Lasso à Heinrich Schütz, mort en 1672.                                |
| Culture : Histoire vivante d'un style formant l'être extérieur tout entier. — Langage formel de la plus profonde nécessité symbolique.                                                                                             | d) Achèvement définitif d'un langage formel raffiné | | | |
| Culture : Histoire vivante d'un style formant l'être extérieur tout entier. — Langage formel de la plus profonde nécessité symbolique.                                                                                             | XIIe dynastie (2000‑1788) : Temple à pylône. — Le labyrinthe. — La statue de caractère. — Les reliefs historiques.                                                                                       | Apogée d'Athènes (488‑350) : L'Acropole. — Règne de la plastique classique de Myron à Phidias. — Fin de la fresque stricte et de la céramique (Zeuxis).                                                  | VIIe-VIIIe siècle : Époque des Omeyyades. — Triomphe complet de l'arabesque apicturale, même sur l'architecture.                                                                                         | L'architecture musicale : « rococo ». — Règne de la musique classique de Bach à Mozart. — Fin de la peinture à l'huile classique de Watteau à Goya.                                                                                                  |
| Culture : Histoire vivante d'un style formant l'être extérieur tout entier. — Langage formel de la plus profonde nécessité symbolique.                                                                                             | e) Épuisement de la force créatrice stricte. — Dissolution de la grande forme — La fin du style : « classicisme et romantisme »                                                                          | | | |
| Culture : Histoire vivante d'un style formant l'être extérieur tout entier. — Langage formel de la plus profonde nécessité symbolique.                                                                                             | Complications (1750). — Rien ne se conserva. | Temps d'Alexandre. — Colonne corinthienne. — Lysippe et Apellès. | « Harun ar Raschid » (800). — L'« art mauresque ». | « Empire et Biedermeier ». — Goût classique en architecture. — Beethoven et Delacroix. |
| Civilisation : L'existence sans forme intérieure. — Art citadin comme luxe, sport et excitant nerveux. — Le style cède aux modes passagères rapides sans contenu symbolique. — (Reconstitutions, inventions arbitraires, emprunts) | a) « Art moderne » — « Problèmes » esthétiques — Essais de figuration et d'excitation de la conscience cosmopolite — Transformation de la musique, de l'architecture, de la peinture en industries d'art | a) « Art moderne » — « Problèmes » esthétiques — Essais de figuration et d'excitation de la conscience cosmopolite — Transformation de la musique, de l'architecture, de la peinture en industries d'art | a) « Art moderne » — « Problèmes » esthétiques — Essais de figuration et d'excitation de la conscience cosmopolite — Transformation de la musique, de l'architecture, de la peinture en industries d'art | a) « Art moderne » — « Problèmes » esthétiques — Essais de figuration et d'excitation de la conscience cosmopolite — Transformation de la musique, de l'architecture, de la peinture en industries d'art                                             |
| Civilisation : L'existence sans forme intérieure. — Art citadin comme luxe, sport et excitant nerveux. — Le style cède aux modes passagères rapides sans contenu symbolique. — (Reconstitutions, inventions arbitraires, emprunts) | Temps des Hyksos (1680‑1580). — Art minoen (conservé en Crète seulement). | L'Hellénisme : Art de Pergame (théâtral). — Modes de Peinture hellénistique : vérisme, bizarrerie, subjectivisme. — L'architecture de parade dans les cités des Diadoques.                               | Dynasties des sultans des IXe-Xe siècle. — Apogée de l'art hispano-sicilien. — Samarra. | XIXe-XXe siècle : Liszt, Berlioz et Wagner. — Impressionnisme de Constable à Leibl et à Manet. — L'architecture américaine. |
| Civilisation : L'existence sans forme intérieure. — Art citadin comme luxe, sport et excitant nerveux. — Le style cède aux modes passagères rapides sans contenu symbolique. — (Reconstitutions, inventions arbitraires, emprunts) | b) Termes du développement de la forme en général : architecture et ornement insensés, vides, artificiels, surchargés — Imitation de motifs archaïques et exotiques                                      | | | |
| Civilisation : L'existence sans forme intérieure. — Art citadin comme luxe, sport et excitant nerveux. — Le style cède aux modes passagères rapides sans contenu symbolique. — (Reconstitutions, inventions arbitraires, emprunts) | XVIIIe dynastie (1580‑1350) : Temple dans le roc de Dar el Bahri. — Colosse de Memnos. — Art de Cnossos et de Tell el Amarna.                                                                            | Les Romains de 100 av. J.-C. à 100 apr. J.-C. accumulent les trois ordres de colonnes grecques : Fora, théâtres (le Colisée) et arcs de triomphe.                                                        | Période des Seldjouki à partir de 1050. — « Art oriental » à l'époque des Croisades. | À partir de 2000. |
| Civilisation : L'existence sans forme intérieure. — Art citadin comme luxe, sport et excitant nerveux. — Le style cède aux modes passagères rapides sans contenu symbolique. — (Reconstitutions, inventions arbitraires, emprunts) | c) La fin de l'art : il se forme un fonds de formes figées — Parade des césars avec le matériau et le colossal. — Industrie d'art provinciale                                                            | | | |
| Civilisation : L'existence sans forme intérieure. — Art citadin comme luxe, sport et excitant nerveux. — Le style cède aux modes passagères rapides sans contenu symbolique. — (Reconstitutions, inventions arbitraires, emprunts) | XIXe dynastie (1350‑1205) : Monuments gigantesques de Louxor, Karnak et Abydos. — Miniature. — (Plastique animale, tissus, armes).                                                                       | De Trajan à Aurélien : Fora gigantesques, thermes, rues à colonnades, colonnes de triomphe. — Art provincial (céramique, statues, armes).                                                                | Période des Mongols à partir de 1250. — Monuments gigantesques, dans l'Inde, par exemple. — Artisanat oriental (tapis, armes, outils).                                                                   | ? |

### Époques politiques
| | Égypte | Antiquité | Chine | Occident |
| Préculture | Préculture. — Type de peuple primitif. — Tribus et chefs de tribus. — Pas encore de « politique » ni d'« État » | Préculture. — Type de peuple primitif. — Tribus et chefs de tribus. — Pas encore de « politique » ni d'« État »                                                                                         | Préculture. — Type de peuple primitif. — Tribus et chefs de tribus. — Pas encore de « politique » ni d'« État »                                                         | Préculture. — Type de peuple primitif. — Tribus et chefs de tribus. — Pas encore de « politique » ni d'« État » |
| Préculture | Époque thinite (Menès) (3400-3000). | Époque mycénienne. — (Agamemnon). (1600-1100) | Époque de Shang. 1700‑1300 | Époque franque. — (Charlemagne) 500‑900 |
| Culture : Groupe ethnique de style marqué et d'intuition cosmique unitaire : « Nations ». Action d'une idée d'État immanente.                                                                                                | 1. Période de jeunesse : division organique de l'existence politique — Les 2 premiers ordres : noblesse et clergé — Économie féodale des valeurs purement terriennes | 1. Période de jeunesse : division organique de l'existence politique — Les 2 premiers ordres : noblesse et clergé — Économie féodale des valeurs purement terriennes                                    | 1. Période de jeunesse : division organique de l'existence politique — Les 2 premiers ordres : noblesse et clergé — Économie féodale des valeurs purement terriennes    | 1. Période de jeunesse : division organique de l'existence politique — Les 2 premiers ordres : noblesse et clergé — Économie féodale des valeurs purement terriennes |
| Culture : Groupe ethnique de style marqué et d'intuition cosmique unitaire : « Nations ». Action d'une idée d'État immanente.                                                                                                | Ancien Empire (2900-2400). | Les Doriens (1100-650). | 1re période des Zhou (1300-1800) | Période gothique (900‑1500). |
| Culture : Groupe ethnique de style marqué et d'intuition cosmique unitaire : « Nations ». Action d'une idée d'État immanente.                                                                                                | a) Féodalité : esprit rural et paysan — La « ville » n'est qu'un marché ou un bourg — Palais changeant de maîtres — Idéals chevaleresques et religieux — Lutte entre vassaux ou des vassaux contre leurs suzerains | | | |
| Culture : Groupe ethnique de style marqué et d'intuition cosmique unitaire : « Nations ». Action d'une idée d'État immanente.                                                                                                | L'État féodal sous la IVe dynastie. — Puissance croissante des féodaux et des prêtres. — Le pharaon incarnation du Râ. | La royauté homérique. — L'essor de la noblesse (Ithaque, l'Étrurie et Sparte) | Le pouvoir central (Wang) opprimé par la noblesse féodale. | Saint-Empire romain germanique. — La noblesse aux Croisades. — L'Empire et la Papauté. |
| Culture : Groupe ethnique de style marqué et d'intuition cosmique unitaire : « Nations ». Action d'une idée d'État immanente.                                                                                                | b) Crise des formes patriarcales et leur dissolution — Des ligues féodales à l'État corporatif | | | |
| Culture : Groupe ethnique de style marqué et d'intuition cosmique unitaire : « Nations ». Action d'une idée d'État immanente.                                                                                                | Division de l’Empire en principautés héréditaires sous la VIe dynastie. — Les VIIe et VIIIe dynastie et l'Interrègne | Synoïcisme nobiliaire. — La royauté se résout en magistratures annuelles. — Oligarchie. | 934‑909 : Les vassaux expulsent le 1er Wang. — 842 : Interrègne. | Princes territoriaux. — États de la Renaissance. — Lancaster et York. — 1254 : Interrègne. |
| Culture : Groupe ethnique de style marqué et d'intuition cosmique unitaire : « Nations ». Action d'une idée d'État immanente.                                                                                                | 2. Période de maturité : réalisation de l'idée d'État mure — La ville contre la campagne — Naissance du 3e ordre : la bourgeoisie — Victoire de l'argent sur les biens | | | |
| Culture : Groupe ethnique de style marqué et d'intuition cosmique unitaire : « Nations ». Action d'une idée d'État immanente.                                                                                                | Moyen Empire (2150‑1800). | Les Ioniens (650‑300). | 2e période des Zhou (800-500). | Période baroque (1500-1800). |
| Culture : Groupe ethnique de style marqué et d'intuition cosmique unitaire : « Nations ». Action d'une idée d'État immanente.                                                                                                | c) Constitution d'États politiques ayant une forme rigoureuse — La fronde | | | |
| Culture : Groupe ethnique de style marqué et d'intuition cosmique unitaire : « Nations ». Action d'une idée d'État immanente.                                                                                                | XIe dynastie : Chute des barons par les maîtres de Thèbes. — État centralisé de fonctionnaires | Les premiers tyrans du VIe siècle : Kleisthènes, Périandre, Polycrate, les Tarquins. — La cité-État. | « Le siècle des protecteurs » (Mingzhu 685‑591) et des congrès princiers (460).                                                                                         | Puissance des maisons dynastiques et Fronde (Richelieu, Wallenstein, Cromwell) : vers 1630. |
| Culture : Groupe ethnique de style marqué et d'intuition cosmique unitaire : « Nations ». Action d'une idée d'État immanente.                                                                                                | d) Dernière perfection de la forme politique (« absolutisme ») — Unité de la ville et de la campagne (« État et société ») — les « Trois Ordres ») | | | |
| Culture : Groupe ethnique de style marqué et d'intuition cosmique unitaire : « Nations ». Action d'une idée d'État immanente.                                                                                                | XIIe dynastie : 2000‑1788. — Pouvoir central rigoureux. — Noblesse de cour et d'argent. — Amenemhet et Sésostris. | La polis pure (absolutisme du demos). — Politique de l'agora. — Création du tribunat. — Thémistocle et Périclès.                                                                                        | Période de Chunqiu (« Printemps et Automne ») 590‑480. — Les sept grandes puissances. — Forme achevée (li).                                                             | « Ancien Régime ». — Rococo. — Courtisans de Versailles. — Politique de cabinets. — Habsbourgs et Bourbons. — Louis XIV et Frédéric II. |
| Culture : Groupe ethnique de style marqué et d'intuition cosmique unitaire : « Nations ». Action d'une idée d'État immanente.                                                                                                | e) Coups d'État (Révolution et napoléonisme) — Victoire de la ville sur la campagne (du peuple sur les privilégiés, de l'intelligence sur la tradition, de l'argent sur la politique) | | | |
| Culture : Groupe ethnique de style marqué et d'intuition cosmique unitaire : « Nations ». Action d'une idée d'État immanente.                                                                                                | 1788‑1680 : Révolutions et régime militaire. — Chute de l'Empire. — Petits souverains issus, pour partie, du peuple. | IVe siècle : Révolutions sociales et seconds tyrans (Denys Ier, Jason de Phérée, le Censeur Ap. Claudius Alexandre le Grand).                                                                           | 480 : Début de la période Zhanguo. — 441 : Chute de la dynastie Zhou. — Révolutions et guerres d'extermination.                                                         | Fin du XVIIIe siècle : Révolutions américaine et française (Washington, Fox, Mirabeau, Robespierre, Napoléon Ier). |
| Civilisation : Dissolution du corps ethnique, désormais doué d'un sens essentiellement cosmopolite, et réduction de ce corps en masse informe. Ville mondiale et province : le 4e ordre (masse) — Anorganique — Cosmopolite. | a) Règne de l'argent (« Démocratie ») — Les puissances économiques com-pénètrent la forme et le pouvoir politiques | a) Règne de l'argent (« Démocratie ») — Les puissances économiques com-pénètrent la forme et le pouvoir politiques                                                                                      | a) Règne de l'argent (« Démocratie ») — Les puissances économiques com-pénètrent la forme et le pouvoir politiques                                                      | a) Règne de l'argent (« Démocratie ») — Les puissances économiques com-pénètrent la forme et le pouvoir politiques |
| Civilisation : Dissolution du corps ethnique, désormais doué d'un sens essentiellement cosmopolite, et réduction de ce corps en masse informe. Ville mondiale et province : le 4e ordre (masse) — Anorganique — Cosmopolite. | 1680-1580 : Temps des Hyksos. — Décadence très profonde. — Dictature des généraux étrangers (Chian). — Victoire définitive des rois de Thèbes à partir de 1600. | 300‑100 : Hellénisme politique. — D'Alexandre à Hannibal et à Scipion (200), le roi est tout-puissant ; de Cléomènes III et C. Flaminius (220) à Marius, les chefs populaires radicaux s'y substituent. | 480‑230 : « Période des États batailleurs ». — 288 : Le titre d'Empereur. — Les hommes d’État impérialistes de Qin. — Incorporation des derniers États à partir de 249. | 1800‑2000 : De Napoléon à la guerre mondiale, c’est le « système des grandes puissances », des armées permanentes, des constitutions. — Au XXe siècle, passage de la puissance constitutionnelle à des puissances individuelles informes. — Guerres d'extermination. — Impérialisme. |
| Civilisation : Dissolution du corps ethnique, désormais doué d'un sens essentiellement cosmopolite, et réduction de ce corps en masse informe. Ville mondiale et province : le 4e ordre (masse) — Anorganique — Cosmopolite. | b) Formation du césarisme — Victoire de la politique de violence sur l'argent — Les formes politiques prennent un caractère de plus en plus primitif — Épuisées intérieurement, les nations se réduisent en une population informe et se condensent dans un impérium qui retourne peu à peu au despotisme primitif                                    | | | |
| Civilisation : Dissolution du corps ethnique, désormais doué d'un sens essentiellement cosmopolite, et réduction de ce corps en masse informe. Ville mondiale et province : le 4e ordre (masse) — Anorganique — Cosmopolite. | 1580‑1350 XVIIIe dynastie. — Toutmès III. | 100 av. J.-C.‑100 apr. J.-C. De Sulla à Domitien. — César et Tibère. | 250 av. J.-C.‑26 apr. J.-C. Maison de Wang Zheng et dynastie occidentale de Han. — 221 : Titre d’Auguste (Shi), de César (Huangdi, Wudi).                               | 2000-2200 |
| Civilisation : Dissolution du corps ethnique, désormais doué d'un sens essentiellement cosmopolite, et réduction de ce corps en masse informe. Ville mondiale et province : le 4e ordre (masse) — Anorganique — Cosmopolite. | c) Vers la forme définitive : politique privée et familiale des souverains — Le monde comme butin : égyptianisme, mandarinisme — Cristallisation ahistorique et impuissance de l'impérialisme même, contre l'esprit de rapine des peuples jeunes ou des conquérants étrangers — Ascension lente des hommes primitifs vers une vie hautement civilisée | | | |
| Civilisation : Dissolution du corps ethnique, désormais doué d'un sens essentiellement cosmopolite, et réduction de ce corps en masse informe. Ville mondiale et province : le 4e ordre (masse) — Anorganique — Cosmopolite. | 1350‑1205 XIXe dynastie : Sethos Ier, Ramsès II. | 100-300 De Trajan à Aurélien. — Trajan et Sept. Sévère. | 25-220 Dynastie orientale de Han. — 58‑76 : Mingdi. | Après 2200 |

## Réactions
Le Déclin de l'Occident est l'un des essais historiques les plus controversés parus depuis 1918. Son succès tient d'abord au contexte de sa parution, la Première Guerre mondiale ayant ébranlé les thèses positivistes et scientistes ; ensuite à la synthèse d'une profusion de faits scientifiques qu'effectue Spengler pour en former une fresque d'ensemble. Spengler conçoit ainsi une histoire universelle — une collection ordonnée des événements, passés, présents ou à venir — qui a fasciné nombre de lecteurs.
Les aspects particulièrement controversés de l'étude de Spengler auront été, d'une part, son formalisme historique — une juxtaposition d'analogies historiques qui le discrédite auprès de certains spécialistes — et, d'autre part, les conclusions politiques que tire Spengler de sa conception cyclique des Grandes Cultures. Enfin, on lui reprochait son dilettantisme.
Spengler lui-même qualifiait son livre de « Métaphysique », ce qui n'empêcha pas l'historien britannique Arnold Joseph Toynbee de l'admirer toute sa vie, et l'on trouve même chez un Franz Borkenau une discussion très fouillée des principes de Spengler. Dans de larges couches du monde des lettres, particulièrement en Allemagne et en Autriche, son épopée des civilisations fut prise au sérieux par des auteurs tels que Thomas Mann, Egon Friedell, Gottfried Benn, Ludwig Wittgenstein, Martin Heidegger, Henry Miller, Richard de Coudenhove-Kalergi, Ernst Jünger, Emil Cioran…
La recension du second volume du Déclin de l'Occident que publie le magazine américain Time, en 1928, commence par rappeler l'immense influence et les controverses suscitées au long de la décennie écoulée par les idées de Spengler :

« Lorsque le premier volume du Déclin de l'Occident parut en Allemagne il y a quelques années, il s'en vendit des milliers d'exemplaires. Le discours des intellectuels européens était saturé de Spengler. Le spenglérisme transpirait des stylos d'innombrables disciples. Il fallait avoir lu Spengler, qu'on partage ses idées ou qu'on s'en indigne ; et cela reste vrai. »

En conclusion d'une critique accablante, Robert Musil reconnaissait que si d'autres auteurs n'avaient pas commis autant d'erreurs, c'était qu'ils ne s'étaient aventurés que sur un seul versant des connaissances. Il caricature ainsi la « méthode Spengler » :

« Il y a des papillons jaune citron, il y a des Chinois jaune citron. On peut donc affirmer que dans une certaine mesure, le papillon est, pour l'Europe centrale, l'analogue nain et ailé du Chinois : papillon et Chinois sont en effet tous deux des évocations du plaisir des sens. Voilà pour la première fois établie la correspondance entre l'ère du Lépidoptère et la culture chinoise. Que le papillon ait des ailes et que le Chinois en soit dépourvu n'est qu'un épiphénomène… »

Thomas Mann fit d'abord l'éloge du livre avec emphase et proposa de lui décerner le Prix Nietzsche : il y voyait un « livre empreint du sens tragique, aux hypothèses audacieuses, dans lequel on retrouve les traits essentiels nécessaires aujourd'hui à l'Allemand. »  Mais dès 1922, alors qu'il commençait à se réconcilier avec la République de Weimar, il prit davantage ses distances avec Spengler. S'il appréciait toujours la brillante épopée, il se démarquait du pessimisme schopenhauérien et du sens tragique de l'auteur. L'œuvre lui paraissait trop fataliste et défaitiste :

« Ces idées préconçues  et ce mépris de l'Homme sont le fonds de commerce de  Spengler… Il a tort de présenter Goethe, Schopenhauer et Nietzsche comme les inspirateurs de sa prophétie de hyène. »

Karl Popper rédigea Misère de l'historicisme en réaction contre le principe spenglerien selon lequel il y aurait des lois historiques immuables. Le critique marxiste Georg Lukács voyait dans l'essai de Spengler une  étape entre Nietzsche et Hitler.
Theodor Adorno ne défendit pas la philosophie de l'histoire de Spengler dans son ensemble contre les critiques tendancieuses et en partie parfois sciemment diffamantes de l'Après-guerre mais il les jugeait trop simplistes et trop définitives :

« Spengler compte au nombre des théoriciens de l'extrémisme dont la critique du Libéralisme des progressistes se dévoile pas à pas. »

Adorno approuve l'interprétation que fait Spengler du fascisme comme un césarisme moderne et développe les arguments par lesquels il s'en prend à la culture de masse et au système des partis. Toutefois, la plus grande partie de l'essai d'Adorno désapprouve fondamentalement l'interprétation de Spengler sur le cours sanglant de l'histoire : après avoir constaté que « Nietzsche, dont Spengler imite à satiété le style grandiloquent, sans jamais, contrairement à Nietzsche lui-même, se résigner à se réconcilier avec le monde », il en vient à la critique décisive suivante :

« Spengler et ses semblables sont moins les prophètes du tour pris par l'Esprit du Monde que ses acteurs zélés. »

Récemment, l'historien belge David Engels reprit la thèse spenglerienne et postula, sur base d'une comparaison systématique de douze indicateurs de crise, des analogies fondamentales entre la crise de l'Union européenne du 21e siècle et la chute de la République romaine tardive.

## Influences ultérieures
L'essai de Spengler a influencé entre autres Arnold Toynbee et  John Bagot Glubb qui, analysant les cycles de croissance et d'effondrement de 17 civilisations et non juste de l'Occident, en recense les similitudes et s'aperçoit que toutes ont le même cycle, et ne diffèrent que dans la phase finale qui les achève au terme de leur déclin